# Presbytis siamensis
Il presbite del Siam (Presbytis siamensis (Müller e Schlegel, 1841) è una specie di primate della tribù dei Presbytini.

## Descrizione
La pelliccia di questo primate è grigia o brunastra sul dorso e bianca o grigio chiaro sul ventre. Caratteristiche della specie sono le zampe posteriori biancastre o grigio chiaro; le mani, i piedi e la coda sono nerastri. La faccia è caratterizzata da peli chiari sulle guance e da un anello chiaro intorno agli occhi; spesso è presente un ciuffo di peli più lunghi sulla sommità della testa. Come tutti i presbiti, è un primate relativamente piccolo e snello con una lunga coda.

## Distribuzione e habitat
Il presbite del Siam vive nella penisola malese - tranne che nella sua estremità meridionale -, nelle regioni centrali e orientali dell'isola di Sumatra e in alcune isole delle Riau, al largo di quest'ultima. Il suo habitat è costituito dalle foreste.

## Biologia
Le sue abitudini sono poco conosciute, ma presumibilmente corrispondono a quelle degli altri presbiti. Pertanto dovrebbe trattarsi di un animale diurno che vive principalmente sugli alberi, dove si sposta saltando o camminando a quattro zampe. Vive in harem composti da un maschio e da diverse femmine con i piccoli. È un animale vegetariano che si nutre soprattutto di giovani foglie e frutti.

## Tassonomia
Per molto tempo il presbite del Siam è stato considerato conspecifico del presbite della Sonda, ma oggi viene per lo più considerato una specie separata, così come è accaduto per la popolazione delle isole Natuna (presbite di Natuna). Ne vengono riconosciute quattro sottospecie:
- P. s. siamensis (Müller e Schlegel, 1841), della penisola malese;
- P. s. cana Miller, 1907, diffusa nella parte centro-orientale di Sumatra, nella zona compresa tra i fiumi Siak e Indragiri, e a Kundur;
- P. s. paenulata (Chasen, 1940), anch'essa diffusa nella parte centro-orientale di Sumatra, ma a nord-ovest del Rokan;
- P. s. rhionis Miller, 1903, presente a Bintan (e forse anche a Batam e Galang).

Nella zona compresa tra gli areali di P. s. cana e P. s. paenulata vive il presbite di Sumatra orientale (Presbytis percura).